# Emre Öztürk
Emre Öztürk (Heidelberg, 1986. április 1. –) német születésű török labdarúgó, csatár.

## Pályafutása
Emre Öztürk pályafutása során az SG Dielheim, FV Nussloch, SV Sandhausen, SV 98 Schwetzingen és az SV Waldhof Mannheim csapataiban játszott, mielőtt 2003-ban a VfL Wolfsburghoz került volna. A 2005-06-os szezonban a klub második csapatában játszott az Oberligában. 2008-ban visszatért Sandhausenbe, és a harmadosztályban futballozott. 2011-ben a Göztepe SK színeiben mutatkozott be a török élvonalban. Másfél szezont követően a Fethiyespor játékosa lett, akikkel másodosztályú bajnok lett. Fél évet szerepelt a Yeni Malatyasporban, majd visszatért a Fethiyesporhoz. 2016 óta a Kocaeli Birlikspor játékosa.